# Bicellaria pilipes
Bicellaria pilipes är en tvåvingeart som först beskrevs av Friedrich Hermann Loew 1862.  Bicellaria pilipes ingår i släktet Bicellaria och familjen puckeldansflugor. Inga underarter finns listade i Catalogue of Life.